# Завитинский заказник
Завитинский заказник — государственный природный зоологический заказник областного значения. 
Площадь — 35,2 тыс. га.

## Расположение и границы
Находится в Завитинском районе Амурской области России, в 3 км севернее села Верхнеильиновка. Северо-западная граница проходит от вершины пади Сохатуха по дороге до вершины пади Вторая и далее по дороге, идущей по южному краю пади Вторая, до примыкания дороги к реке Жиловье; северо-восточная — от места примыкания дороги, идущей от пади Вторая, к реке Жиловье вверх по реке Жиловье до её истока и далее по пади Жиловье до её вершины; юго-восточная — от вершины пади Жиловье на юго-запад по автомобильной дороге до урочища «Покровка», далее, не меняя направления, по лесной дороге до села Верхнеильиновка; юго-западная — от села Верхнеильиновка по прямой на север до безымянной пади и на северо-запад по пади до истока реки Ключ, далее вниз по реке Ключ до впадения её в реку Завитую, далее вверх по реке Завитой до устья безымянного ключа, текущего по пади Сохатуха, и по этому ключу до истока, и далее до вершины пади Сохатуха.

## Цель создания
Создан 5 июля 1963 года решением облисполкома Амурской области № 304 с целью сохранения и восстановления редких и исчезающих видов животных, в том числе ценных видов в хозяйственном, научном и культурном отношениях. Режим охраны и границы утверждены постановлением № 200 Губернатора Амурской области от 24 апреля 2006 года.

## Климат
Климат на территории заказника континентальный. Среднемесячная температура января составляет −30 ºС, июля — 18 ºС. Устойчивые морозы держатся в течение 5 месяцев. Средняя высота снегового покрова — 20 см, продолжительность его залегания — до 170 дней. Среднегодовое количество осадков 650—700 мм. Относительная влажность воздуха — 60—80 %.

## Рельеф и почвы
Рельеф представляет собой слабо изрезанную равнину с абсолютными высотами до 260 метров над уровнем моря и широкие заболоченные долины. Материнские породы — легкие суглинки и супеси. Почвы встречаются трёх типов: дерново-подзолистые, дерновые и болотные.

## Гидрография
В слабо развитую гидрографическую сеть включён лишь 30-километровый участок реки Завитой, впадающей в Амур, а сама территория заказника расположена на четвёртой террасе его поймы.

## Флора и фауна

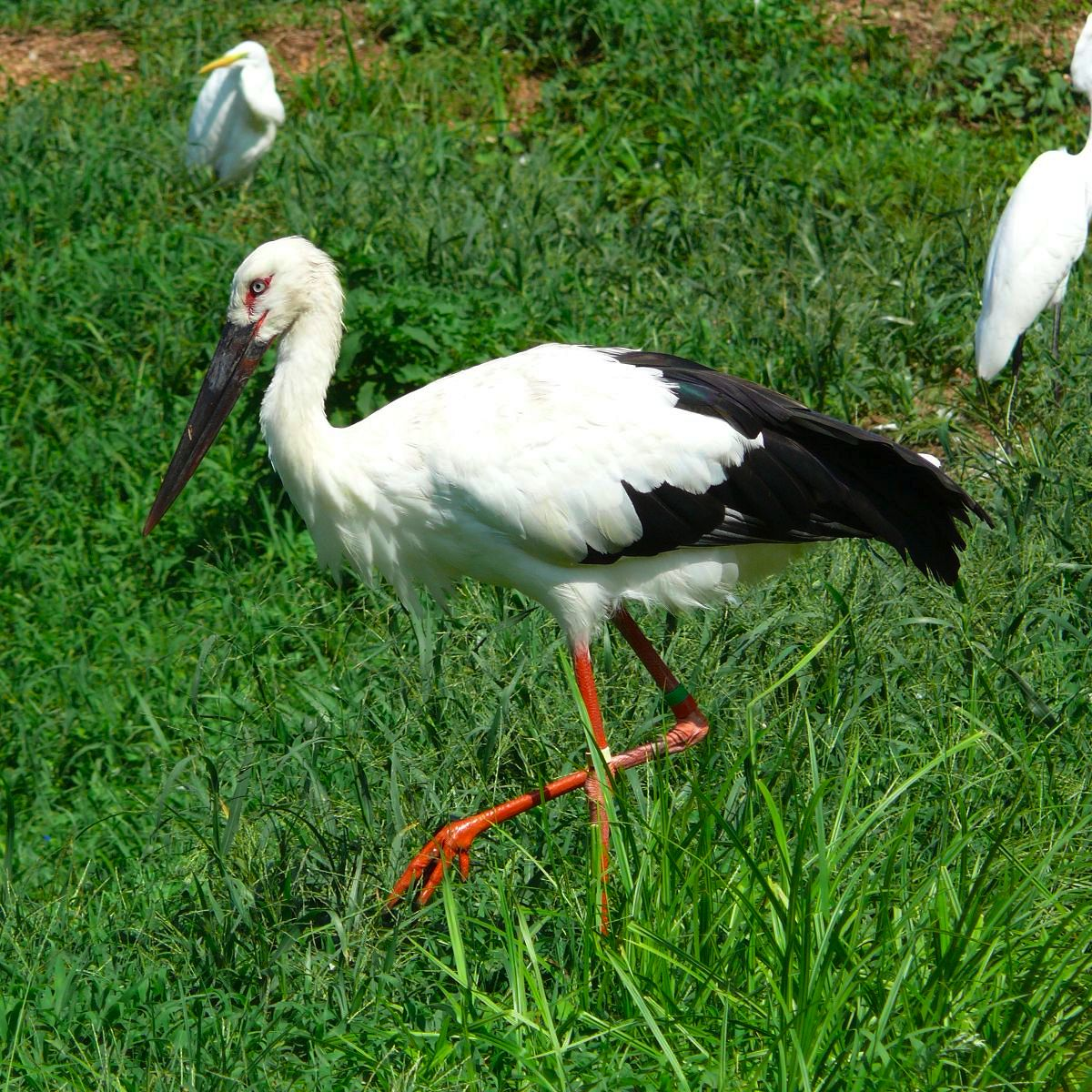
Дальневосточный черноклювый аист

Заказник находится в буферной зоне южной тайги, значительную площадь территории занимают лугово-пойменные ценозы, преимущественно болота, на окраины выходят лесопосадки. Лесообразующие породы — берёза плосколистная, берёза даурская, осина, тополь душистый, лиственница Гмелина; в подлеске — ива, лещина разнолистная, леспедеца двуцветная, рябинник рябинолистный, шиповник, спирея; на сырых участках встречается берёза кустарниковая, спирея иволистная, багульник болотный. В посадках преобладает сосна обыкновенная и лиственница Гмелина.
Животный мир представлен такими видами ценных промысловых животных и птиц, как лось, изюбрь, косуля, кабан, медведь, белка, заяц-беляк, рысь, лисица, колонок, норка, барсук, енотовидная собака, рябчик, тетерев. В заказнике обитают различные водоплавающие, зафиксировано два жилых гнезда дальневосточного черноклювого аиста, занесённого в Красную книгу России.

## Значение
Сохранение мест обитания вышеперечисленных видов животных и птиц. На территории заказника запрещена любая деятельность, противоречащая целям его создания или причиняющая вред природным комплексам и их компонентам. Угрозы: браконьерство, пожары, рубка леса.